# أسطول غواصات يو السادس والعشرون
أسطول غواصات يو السادس والعشرون كان أسطول التدريب (" Unterseebootsflottille Ausbildungsflottille ") لبحرية ألمانيا النازية كريغسمرينه خلال الحرب العالمية الثانية. 
تم تشكيل الأسطول في بالتييسك في أبريل 1941 تحت قيادة كورفيتنكابيتان هانز فون جيريت شتوكهاوزن. قام الأسطول بتدريب غواصات يو المكلفة حديثًا على إطلاق طوربيدات ( Torpedoschiessausbildung )، وهي دورة استمرت لمدة ثلاثة إلى أربعة أسابيع. في عام 194 ، عندما تقدم الروس في عمق أوروبا الشرقية، انتقل الأسطول إلى فارنيموند. تم حل الأسطول في مايو 1945 عندما استسلمت ألمانيا. 

## قادة الأسطول
- كورفيتنكابيتان Hans-Gerrit von Stockhausen (أبريل 1941 – يناير 1943)
- Korvettenkapitän Karl-Friedrich Merten (يناير – أبريل 1943)
- فريجاتنكابيتان Helmut Brümmer-Patzig (أبريل 1943 – مارس 1945)
- كورفيتنكابيتن إرنست باور (أبريل – مايو 1945)

## الغواصات التابعة
تم تعيين سبعة غواصات يو في هذا الأسطول أثناء خدمته. 
- يو-37
- يو-46
- يو-48
- يو-52
- يو-80
- يو-101
- يو-351